# Zazdrivka, Volodarsk-Volînskîi
Zazdrivka (în ucraineană Заздрівка) este un sat în comuna Dvorîșce din raionul Volodarsk-Volînskîi, regiunea Jîtomîr, Ucraina.

## Demografie
Componența lingvistică a localității Zazdrivka
     Ucraineană (100%)
Conform recensământului din 2001, toată populația localității Zazdrivka era vorbitoare de ucraineană (100%).